# Castello di Boldt
Il Castello di Boldt è un palazzo a forma di castello situato sull'isola Heart Island, nella regione delle Mille Isole dello stato di New York. Commissionato durante il XX secolo da George Boldt, dopo un periodo di abbandono è stato ristrutturato ed è diventato un centro congressi e location per eventi privati, aperto alle visite da maggio a ottobre.

## Storia
George C. Boldt, milionario statunitense e proprietario del Waldorf-Astoria Hotel di New York City e del Bellevue-Stratford di Philadelphia commissionò allo studio di architettura G.W.& W.D. Hewitt un castello su un'isola di sua proprietà, Heart Island, come regalo per la moglie Louise che lui chiamava "principessa".
Il progetto prevedeva una costruzione in stile chateauesque con 120 camere su sei piani, gallerie, un ponte levatoio, una colombaia e un giardino all'italiana oltre un sontuoso approdo in legno per barche situato sulla vicina Wellesley Island. Vennero assunti 300 lavoratori per portare a termine il grandioso lavoro e la costruzione iniziò nel 1900.
Nel 1904 l'improvvisa morte di Louise Boldt segnò una battuta d'arresto nella costruzione, Boldt telegrafò di interrompere i lavori e abbandonò il progetto, lasciando il castello incompiuto quale memoria per la scomparsa dell'amata.
Rimase tale per 73 anni fino a quando Heart Island venne acquisita, per la simbolica cifra di 1$, dalla Thousand Islands Bridge Authority, con la clausola che tutti gli utili provenienti dalla proprietà venissero reinvestiti sull'isola perché diventasse un luogo fruibile anche alle generazioni future. L'agenzia iniziò il restauro investendo 15 milioni di dollari per il ripristino di quanto già costruito. In seguito, i lavori di adeguamento e miglioramento continuarono e sono a tutt'oggi in corso. Si stima che siano stati investiti nel progetto circa 50 milioni di dollari.
Il Castello di Boldt è raggiungibile via acqua da Alexandria Bay, da Clayton (New York) e dalle città portuali di Gananoque, Rockport e Ivy Lea in Ontario, inoltre l'approdo e la visita di parte dell'isola è gratuito per chiunque la raggiunga in barca.
Nel 2020 tutte le stanze presenti al primo e al secondo piano dell'edificio, compreso il teatro, sono state terminate e arredate in modo da servire come location per eventi privati e convegni mentre le stanze al terzo risultano restaurate, ma ancora prive di arredi, in alcune sono state allestite mostre temporanee ed esposizioni risalenti al periodo di costruzione del castello. 

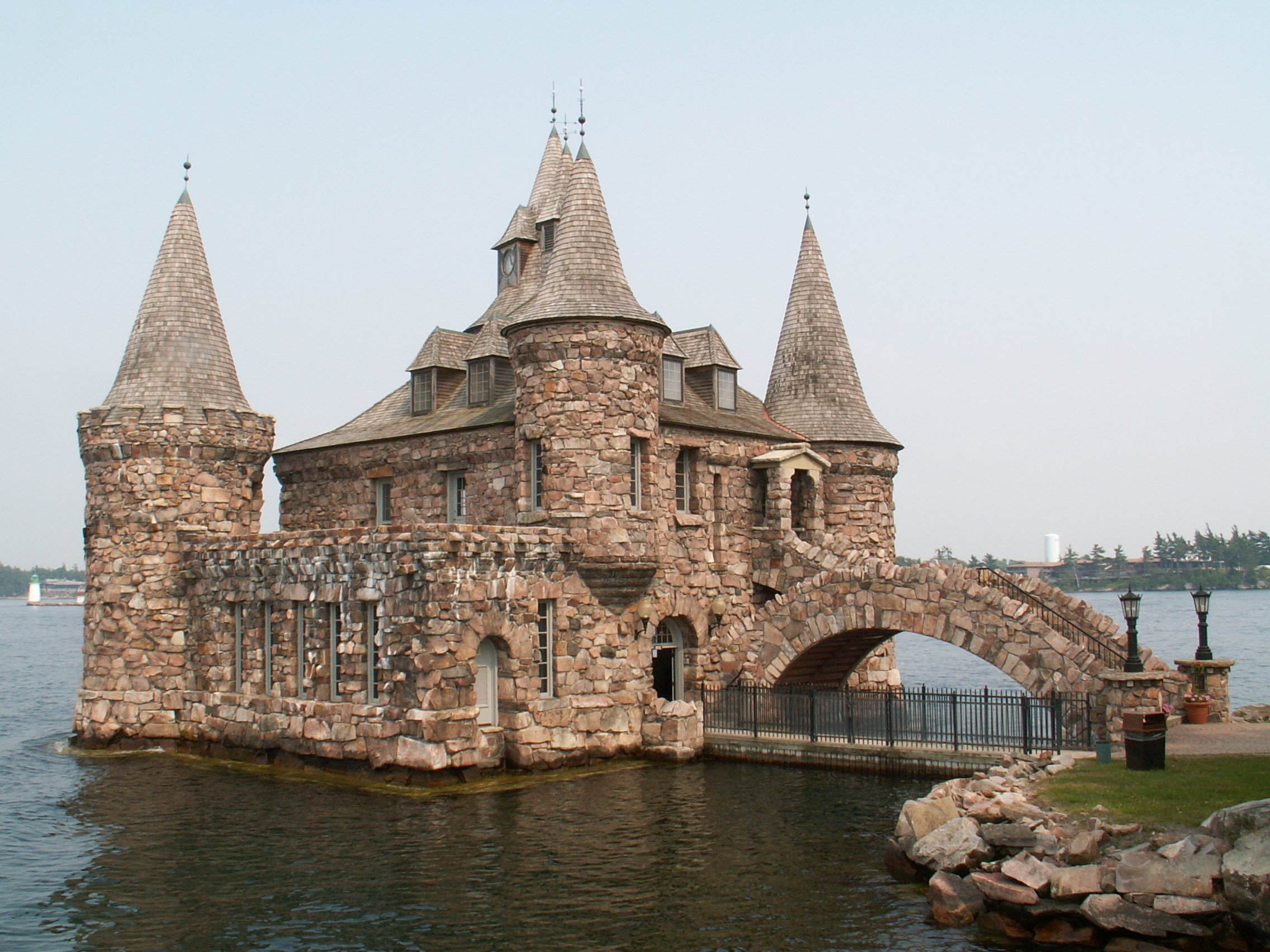
La Power House che conteneva i generatori dedicati ad alimentare l'isola.

I lavori al piano terra, che comprende la piscina e il tunnel che collega l'edificio principale alla Power House, sono ancora in corso. Quest'ultima, eretta nella zona orientale dell'isola, ospitava infrastrutture elettriche e generatori; venne quasi completamente distrutta sul finire degli anni Trenta e fu il primo nucleo ristrutturato dopo l'acquisizione da parte dell'attuale proprietà. Oggi al suo interno sono esposti documenti ed esempi di come si otteneva e trasferiva l'energia nel primo Novecento. 
Altro edificio completamente restaurato è la Alster Tower, in origine destinata ai bambini, riconvertita a caffè con vista su Alexandria Bay; l'architettura richiama quella delle torri medievali tedesche e per renderla il più simile possibile ad esse sono stati appositamente costruiti muri storti e soffitti pendenti.
Di grande importanza storica è l'approdo ancora esistente e situato su Wellesley Island, completamente in legno è oggi l'unica costruzione lignea superstite di questo tipo di architettura, inserita nel 1978 nel Registro Nazionale dei Luoghi Storici, al suo interno sono esposte barche in legno antiche.
Il castello è oggi meta turistica e prenotabile per eventi privati e matrimoni.